# Stadio municipale di Mitilene
Lo stadio municipale di Mitilene (gr. Δημοτικό Στάδιο Μυτιλήνης) è un impianto polivalente situato nella città di Mitilene, sull'isola di Lesbo. Lo stadio veniva usato principalmente per le gare casalinghe del Kalloni. L'impianto è circondato da cinque tribune ed è stato completamente ristrutturato nel 2014, dopo l'accesso alla massima serie greca da parte del Kalloni. Oltre agli eventi sportivi, l'impianto può ospitare ed ha già ospitato eventi musicali quali i concerti.